# Leucochroma colombensis
Leucochroma colombensis là một loài bướm đêm trong họ Crambidae.